# Lingding Yang
Lingding Yang är en mynningsvik i Kina, en del av Pärlflodens delta. Den ligger i provinsen Guangdong, i den södra delen av landet, omkring 93 kilometer sydost om provinshuvudstaden Guangzhou.